# Maicon Souza de Jesus
Maicon Souza de Jesus (sinh ngày 28 tháng 7 năm 1989) là một cầu thủ bóng đá người Brasil.

## Sự nghiệp câu lạc bộ
Maicon Souza de Jesus đã từng chơi cho Montedio Yamagata.